# Nenavezanost (filozofija)
Nenavezanost je stanje, v katerem oseba premaga svojo navezanost na željo po stvareh, ljudeh ali konceptih sveta in tako doseže povišano perspektivo. Šteje se za modro vrlino in se jo spodbuja v različnih vzhodnih religijah, kot so hinduizem, džainizem, daoizem in budizem. Je tudi pomemben koncept v krščanski duhovnosti (pogosto se omenja z grškim izrazom apatheia), kjer se razume kot ločenost od posvetnih zadev in skrbi.